# Площадь Победы (Чернигов)
Площадь Победы (укр. Площа Перемоги) — площадь в Новозаводском районе Чернигова на пересечении проспекта Победы и улицы Ивана Мазепы.

## История
Площадь образована после Великой Отечественной войны и названа современным названием — в честь победы Красной Армии и советского народа над нацистской Германией в Великой Отечественной войне 1941—1945 годов. В 1968 году в центре площади в честь 25-й годовщины освобождения города установлен Памятный знак в честь советских воинов-освободителей.    

## Описание
Движение не урегулировано светофорами. На площади разбит сквер — охранная зона памятника истории местного значения Памятный знак в честь советских воинов-освободителей, который представляет из себя танк на постаменте. 
Примыкающие к площади участки проспекта Победы и улицы Ивана Мазепы заняты многоэтажной жилой застройкой (преимущественно 5-этажными жилыми домами, 8-этажным и 15-этажным жилыми домами). 
Транспорт:
- троллейбусные маршруты № 1, 3, 4, 5, 7 две остановки Площадь Победы на проспекте Победы и улице Ивана Мазепы.